# ياقوت (فلم 2001)
ياقوت فيلم مغربي من بطولة فاطمة خير، و يحكي قصة رومانسية تتخللها مجموعة من الأحاسيس، والعواطف. تجري أحداثها في أربعينيات القرن الماضي بالمغرب خلال فترة الإستعمار الفرنسي، لتتشابك الأحداث الوطنية، والمقاومة، والإظهاد الإستعماري بقصة حب رومانسية.
الفيلم حاز على جائزة أفضل ممثلة لفاطمة خير بالمهرجان الإفريقي للسينما بالمغرب .

## وصلات خارجية
- مقالات تستعمل روابط فنية بلا صلة مع ويكي بيانات